# کادوف (ناحیه ستراکونیتسه)
کادوف (به چکی: Kadov) یک منطقهٔ مسکونی در جمهوری چک است که در ناحیه ستراکونیتسه واقع شده‌است. کادوف ۱۹٫۶۴ کیلومتر مربع مساحت و ۳۵۱ نفر جمعیت دارد و ۵۱۰ متر بالاتر از سطح دریا واقع شده‌است.